# Specjalna grupa unitarna
Specjalna grupa unitarna stopnia {\displaystyle n} oznaczana symbolem {\displaystyle SU(n)} jest grupą Liego specjalnych macierzy unitarnych {\displaystyle U} o wyznaczniku równym 1. (Macierze unitarne mają w ogólności wyznacznik zespolony postaci {\displaystyle e^{i\phi },} czyli liczbę o module 1).
Istnieją różne reprezentacje danej grupy {\displaystyle SU(n),} tworzone przez specjalne macierze unitarne tego samego wymiaru. Przy czym:
(1) Reprezentacja fundamentalna grupy {\displaystyle SU(n)} składa się z macierzy wymiaru {\displaystyle n\times n.}
(2) Inne reprezentacje grupy {\displaystyle SU(n)} składają się z macierzy kwadratowych wymiaru mniejszego lub większego niż {\displaystyle n,} jednakże ich generatory muszą spełniać te same relacje komutacyjne, jak generatory reprezentacji fundamentalnej (dokładniej objaśniono to dalej).
Działaniem w grupie macierzy (dla danej reprezentacji) jest mnożenie macierzy przez siebie, elementem neutralnym mnożenia jest macierz jednostkowa (dla reprezentacji fundamentalnej jest to macierz {\displaystyle n\times n}). Liczba parametrów opisująca macierze grupy {\displaystyle SU(n)} – niezależnie od reprezentacji – wynosi {\displaystyle n^{2}-1.} Każdą specjalną macierz unitarną grupy {\displaystyle SU(n)} dowolnego wymiaru można bowiem przedstawić za pomocą eksponenty zależnej od najwyżej {\displaystyle n^{2}-1} parametrów
{\displaystyle U(n,{\vec {\alpha }})=\exp \left({i\sum _{a=1}^{n^{2}-1}\alpha _{a}T_{a}}\right)=e^{i{\vec {\alpha }}\cdot {\vec {T}}},}
gdzie:
{\displaystyle {\vec {\alpha }}=(a_{1},a_{2},\dots ,a_{n^{2}-1})} jest {\displaystyle n^{2}-1} wymiarowym wektorem parametrów rzeczywistych,
{\displaystyle {\vec {T}}=(T_{1},T_{2},\dots ,T_{n^{2}-1})} jest wektorem liniowo niezależnych macierzy hermitowskich o śladzie równym zeru; macierze {\displaystyle T_{a}} nazywa się generatorami grupy {\displaystyle SU(n),}
przy czym wymiar generatorow macierzy wymiaru {\displaystyle m} jest także równy {\displaystyle m.}
Grupę {\displaystyle SU(n)} definiują związki komutacji (omówiono to dalej), jakie istnieją pomiędzy generatorami jej reprezentacji fundamentalnej. Przy tym związki komutacyjne np. dla grupy {\displaystyle SU(2)} są inne niż dla {\displaystyle SU(3),} itd. Generatory reprezentacji fundamentalnej danej grupy {\displaystyle SU(n)} są macierzami wymiaru {\displaystyle n\times n} (dla innych reprezentacji generatory są macierzami o mniejszym lub większym wymiarze niż {\displaystyle n}). Ponadto, istnieje wiele możliwych wyborów generatorów dla każdej reprezentacji, dlatego zwykle dodatkowo przyjmuje się warunek normalizacji, określający ślady kwadratów generatorów:
{\displaystyle {\text{tr}}[(T_{a})^{2}]={\tfrac {1}{2}}.}

## Generatory algebry Liego su(n) grupy SU(n)

### Liczba generatorów
Każda specjalna macierz unitarna {\displaystyle U} wymiaru {\displaystyle n\times n} może być przedstawiona w postaci
{\displaystyle U(n)=e^{iH(n)},}
gdzie:
{\displaystyle H(n)} – macierz hermitowska wymiaru {\displaystyle n\times n} bezśladowa (tzn. jej ślad jest równy 0),
{\displaystyle i} – jednostka urojona.
Ponadto, każdą macierz hermitowską bezśladową wymiaru {\displaystyle n\times n} można wyrazić za pomocą {\displaystyle n^{2}-1} liniowo niezależnych, bezśladowych macierzy hermitowskich {\displaystyle T_{a}} wymiaru {\displaystyle n\times n,} tj.
{\displaystyle H(n)=\sum _{a=1}^{n^{2}-1}{\alpha _{a}T_{a}},}
gdzie {\displaystyle T_{a}} nazwa się generatorami; generatory tworzą bazę algebry Liego {\displaystyle su(n).}

### Dlaczego generatory są bezśladowe
Macierze unitarne {\displaystyle U} mają wyznacznik równy 1, co implikuje, że macierze {\displaystyle T_{a}} muszą być bezśladowe, gdyż:
{\displaystyle \det U=1\quad {\text{oraz }}}{\displaystyle \det U=\det(e^{H})=e^{\operatorname {tr} (H)},}
co implikuje {\displaystyle \operatorname {tr} (H)=0.}

### Związki komutacji. Stałe struktury
Generatory są na ogół nieprzemienne – wyniki ich mnożenia tworzą tzw. reguły komutacji, tj. dla liczb {\displaystyle a,b=1,2,\dots ,n} komutatory są w postaci kombinacji liniowych
{\displaystyle [T_{a},T_{b}]=i\sum _{c}\,f_{abc}T_{c},}
gdzie:
{\displaystyle [T^{a},T^{b}]=T^{a}T^{b}-T^{b}T^{a}} – komutator,
{\displaystyle f_{abc},a,b,c=1,2,\dots ,n} – tzw. stałe struktury grupy.
Relacje komutacji (lub równoważnie: stałe struktury) definiują algebrę Liego {\displaystyle su(n)} danej grupy {\displaystyle SU(n).}
Wybór generatorów nie jest unikalny; np. z danego zbioru generatorów można otrzymać inny zbiór generatorów za pomocą transformacji podobieństwa, ponieważ transformacja ta nie zmienia komutatorów.
Przy czym macierz {\displaystyle B'} nazywa się podobną do macierzy {\displaystyle B,} jeżeli
{\displaystyle B'=U^{\dagger }BU,}
gdzie {\displaystyle U} jest macierz unitarną, zaś {\displaystyle U^{\dagger }} jest jej sprzężeniem hermitowskim.
Ponadto, te same reguły komutacji mogą spełniać macierze innego wymiaru niż dany wymiar {\displaystyle n.} Macierze te są generatorami reprezentacji niefundamentalnych tej samej grupy {\displaystyle SU(n).}

### Reprezentacja fundamentalna grupy
Grupę {\displaystyle SU(n)} definiuje więc
- postać generatorów reprezentacji fundamentalnej (zwanej także definiującą), tj. postać generatorów reprezentowanych przez macierze wymiaru {\displaystyle n\times n} albo
- wartości numeryczne stałych struktury {\displaystyle f_{abc}.}

Są to metody równoważne: znając jawną postać generatorów reprezentacji fundamentalnej można wyliczyć stałe struktury i odwrotnie, znając stałe struktury można obliczyć jawną postać generatorów nie tylko w reprezentacji fundamentalnej, ale w dowolnej reprezentacji grupy {\displaystyle SU(n).}

### Inne reprezentacje grupy SU(n)
Inne reprezentacje grupy {\displaystyle SU(n)} otrzymuje się za pomocą generatorów, które są macierzami wymiaru innego niż {\displaystyle n,} tj. wymiaru {\displaystyle 1,2,\dots ,n+1,n+2,\dots } przy czym warunkiem jest, by generatory spełniały te same warunki komutacyjne co generatory reprezentacji fundamentalnej.
Np. grupa {\displaystyle SU(2)} ma reprezentację fundamentalną zadaną przez macierze {\displaystyle 2\times 2} (macierze Pauliego, które mnożone przez {\displaystyle 1/2\hbar } definiują operatory spinu o liczbie spinowej {\displaystyle s=1/2}), jednak innymi reprezentacjami tej samej grupy są macierze wymiaru {\displaystyle 2s+1=3,4,5,\dots ,} odpowiadające liczbom spinowym {\displaystyle s=1,\,3/2,\,2,} itd.

## Grupa SU(n) jako podgrupa. Izomorfizmy
Specjalna grupa unitarna jest podgrupą grupy macierzy unitarnych {\displaystyle U(n),} które zachowują iloczyn skalarny, definiowany w przestrzeniach zespolonych {\displaystyle C^{n}.} Grupa {\displaystyle U(n)} jest z kolei podgrupą ogólnej grupy transformacji liniowych {\displaystyle GL(n,{\mathbb {C} })} określonej nad ciałem liczb zespolonych.
Grupa {\displaystyle SU(n)} jest izomorficzna z grupą kwaternionów o normie 1 i dlatego dyfeomorficzna do 3-sfery. Ponieważ jednostkowe kwaterniony mogą reprezentować obroty w przestrzeni 3-wymiarowej (z dokładnością do znaku), to istnieje homeomorfizm z {\displaystyle SU(2)} do grupy obrotów {\displaystyle SO(3),} którego jądro jest {\displaystyle [+I,-I].} Grupa {\displaystyle SU(2)} jest także identyczna z grupą symetrii spinorów {\displaystyle Spin(3).}

## Zastosowania grup SU(n)
Grupy {\displaystyle SU(n)} znalazły zastosowanie w sformułowaniu Modelu Standardowego cząstek elementarnych:
- {\displaystyle SU(2)} – w opisie oddziaływań elektrosłabych,
- {\displaystyle SU(3)} w opisie oddziaływań silnych w chromodynamice kwantowej.

## Topologia grupy SU(n)
Specjalna grupa unitarna {\displaystyle SU(n)} jest rzeczywistą grupą Liego, tj. jest grupą ciągłą i rozmaitością różniczkową o wartościach rzeczywistych, mającą wymiar {\displaystyle n^{2}-1.} Topologicznie jest to rozmaitość zwarta.

## Grupa SU(1)
Grupa {\displaystyle SU(1)} przedstawia grupę trywialną, posiadającą jeden element – jest nim macierz jednostkowa {\displaystyle I=[1].}

## Grupa SU(2)
Omawia to osobny artykuł Grupa SU(2).

## Grupa SU(3)

### Topologia
Grupa {\displaystyle SU(3)} jest rozmaitość różniczkową wymiaru 8, jednospójną i zwartą; jako grupa jest grupą Liego.

### Generatory algebry Liego su(3) reprezentacji fundamentalnej
Algebra Liego {\displaystyle su(3)} związana z grupą Liego {\displaystyle SU(3)} posiada {\displaystyle 3^{2}-1=8} generatorów {\displaystyle T_{a},a=1,2,\dots ,8.} Dla reprezentacji fundamentalnej generatory te mają postacie
{\displaystyle T_{a}={\frac {\lambda _{a}}{2}},}
gdzie {\displaystyle \lambda _{a}} są macierzami Gell-Mann’a (będącymi analogami macierzy Pauliego):
{\displaystyle {\begin{aligned}&\lambda _{1}={\begin{pmatrix}0&1&0\\1&0&0\\0&0&0\end{pmatrix}},&&\lambda _{2}={\begin{pmatrix}0&-i&0\\i&0&0\\0&0&0\end{pmatrix}},&&\lambda _{3}={\begin{pmatrix}1&0&0\\0&-1&0\\0&0&0\end{pmatrix}},\\&\lambda _{4}={\begin{pmatrix}0&0&1\\0&0&0\\1&0&0\end{pmatrix}},&&\lambda _{5}={\begin{pmatrix}0&0&-i\\0&0&0\\i&0&0\end{pmatrix}},\\&\lambda _{6}={\begin{pmatrix}0&0&0\\0&0&1\\0&1&0\end{pmatrix}},&&\lambda _{7}={\begin{pmatrix}0&0&0\\0&0&-i\\0&i&0\end{pmatrix}},&&\lambda _{8}={\frac {1}{\sqrt {3}}}{\begin{pmatrix}1&0&0\\0&1&0\\0&0&-2\end{pmatrix}}.\end{aligned}}}
Macierze te rozpinają przestrzeń macierzy hermitowskich bezśladowych, która jest algebrą Liego su(3). Macierze {\displaystyle \lambda _{2},\lambda _{5},\lambda _{7}} mają elementy urojone.

### Reguły komutacyjne/antykomutacyjne
Powyższe generatory {\displaystyle T_{a},a=1,2,\dots ,8} implikują
a) reguły komutacyjne
{\displaystyle [T_{a},T_{b}]=i\sum _{c=1}^{8}f_{abc}T_{c},}
b) reguły antykomutacyjne
{\displaystyle \{T_{a},T_{b}\}={\frac {1}{3}}\delta _{ab}I_{3}+\sum _{c=1}^{8}d_{abc}T_{c}}
lub równoważnie
{\displaystyle \{\lambda _{a},\lambda _{b}\}={\frac {4}{3}}\delta _{ab}I_{3}+2\sum _{c=1}^{8}{d_{abc}\lambda _{c}}.}

### Stałe struktury
Ze związków komutacyjnych wynika, że stałe struktury {\displaystyle f_{abc}} algebry {\displaystyle su(3)} są zupełnie antysymetryczne, tzn. zmieniają znak przy przestawieniu dowolnych dwóch indeksów i mają wartości:
{\displaystyle f_{123}=1,}
{\displaystyle f_{147}=f_{516}=f_{246}=f_{257}=f_{345}=f_{637}={\tfrac {1}{2}},}
{\displaystyle f_{458}=f_{678}={\tfrac {\sqrt {3}}{2}}.}
Pozostałe stałe o indeksach nie należących do powyższych permutacji zerują się. W ogólności stałe te zerują się, gdy zawierają nieparzystą liczbę indeksów ze zbioru {2, 5, 7}.

### Symetryczne stałe
Ze związków antykomutacyjnych wynika, że stałe {\displaystyle d_{abc}} są symetryczne ze względu na przestawienie dowolnych wskaźników i mają wartości:
{\displaystyle d_{118}=d_{228}=d_{338}=-d_{888}={\frac {1}{\sqrt {3}}},}
{\displaystyle d_{448}=d_{558}=d_{668}=d_{778}=-{\frac {1}{2{\sqrt {3}}}},}
{\displaystyle d_{344}=d_{355}=-d_{366}=-d_{377}={\frac {1}{2}}.}
Stałe zerują się, gdy liczba indeksów ze zbioru {2, 5, 7} jest nieparzysta.

### Ślad kwadratów macierzy Gell-Manna
Ślad kwadratów macierzy Gell-Manna wynosi 2, tj.
{\displaystyle \operatorname {tr} (\lambda _{a}\lambda _{b})=2\delta _{ab},}
gdzie {\displaystyle \delta _{ab}} - delta Kronekera. Jest tak dlatego, że macierze Pauliego są „wbudowane” w macierze Gell Manna (możliwa byłaby normalizacja śladu do 1).

### Normowanie generatorów
Stąd wynika, że generatory są unormowane tak, że
{\displaystyle {\text{tr}}(T_{a})^{2}={\frac {1}{2}}.}
Dowód (korzystamy z własności śladu):
{\displaystyle {\text{tr}}(T_{a})^{2}={\text{tr}}\left({\frac {\lambda _{a}}{2}}{\frac {\lambda _{a}}{2}}\right)={\text{tr}}\left({\frac {1}{4}}\lambda ^{2}\right)={\frac {1}{4}}{\text{tr}}(\lambda ^{2})={\frac {1}{4}}\cdot 2={\frac {1}{2}}.}

### Podalgebry algebry su(3)
Istnieją trzy podalgebry su(2) algebry su(3)
- {\displaystyle \{\lambda _{1},\lambda _{2},\lambda _{3}\},}
- {\displaystyle \{\lambda _{4},\lambda _{5},x\}} oraz
- {\displaystyle \{\lambda _{6},\lambda _{7},y\}.}

### Operatory Casimira – niezmienniki algebry su(3)
Suma kwadratów macierzy Gell Manna jest tzw. operatorem Casimira, który jest jednym z niezmienników algebry su(3)
{\displaystyle C=\sum _{i=1}^{8}\lambda _{i}\lambda _{i}={\frac {16}{3}}\cdot I,}
gdzie {\displaystyle I} jest macierzą jednostkową 3×3.
Analogicznie definiuje się sześcienny operator Casimira, który też jest niezmiennikiem grupy.

### Generowanie ogólnego elementu
Ogólny element grupy SU(3) generowany przez bezśladową macierz hermitowską {\displaystyle H} wymiaru 3×3, taką że {\displaystyle {\text{tr}}(H^{2})=2} można wyrazić za pomocą wielomianu 2-go rzędu macierzy {\displaystyle H}
{\displaystyle {\begin{aligned}\exp(i\theta H)&=\left[-{\frac {1}{3}}I\sin \left(\varphi +{\frac {2\pi }{3}}\right)\sin \left(\varphi -{\frac {2\pi }{3}}\right)-{\frac {1}{2{\sqrt {3}}}}~H\sin(\varphi )-{\frac {1}{4}}~H^{2}\right]{\frac {\exp \left({\frac {2}{\sqrt {3}}}~i\theta \sin(\varphi )\right)}{\cos \left(\varphi +{\frac {2\pi }{3}}\right)\cos \left(\varphi -{\frac {2\pi }{3}}\right)}}\\[4pt]&+\left[-{\frac {1}{3}}~I\sin(\varphi )\sin \left(\varphi -{\frac {2\pi }{3}}\right)-{\frac {1}{2{\sqrt {3}}}}~H\sin \left(\varphi +{\frac {2\pi }{3}}\right)-{\frac {1}{4}}~H^{2}\right]{\frac {\exp \left({\frac {2}{\sqrt {3}}}~i\theta \sin \left(\varphi +{\frac {2\pi }{3}}\right)\right)}{\cos(\varphi )\cos \left(\varphi -{\frac {2\pi }{3}}\right)}}\\[4pt]&+\left[-{\frac {1}{3}}~I\sin(\varphi )\sin \left(\varphi +{\frac {2\pi }{3}}\right)-{\frac {1}{2{\sqrt {3}}}}~H\sin \left(\varphi -{\frac {2\pi }{3}}\right)-{\frac {1}{4}}~H^{2}\right]{\frac {\exp \left({\frac {2}{\sqrt {3}}}~i\theta \sin \left(\varphi -{\frac {2\pi }{3}}\right)\right)}{\cos(\varphi )\cos \left(\varphi +{\frac {2\pi }{3}}\right)}},\end{aligned}}}
gdzie:
{\displaystyle \varphi \equiv {\frac {1}{3}}\left[\arccos \left({\frac {3{\sqrt {3}}}{2}}\det H\right)-{\frac {\pi }{2}}\right].}

### Zastosowania w chromodynamice kwantowej
Macierz Gell-Manna służą do opisu symetrii kolorowej pola gluonowego, które powstaje z cechowania pola kwarkowego. Faza {\displaystyle \theta ^{a}({\mathbf {r} },t),a=1,\dots ,8} pola gluonowego {\displaystyle U} musi mieć lokalną symetrię czasoprzestrzenną opisaną grupą SU(3), gdzie {\displaystyle U=\exp(i\sum _{a=1}^{8}\theta ^{a}({\mathbf {r} },t)\lambda _{a}/2).}

## Reprezentacja grupy. Reprezentacje wierne
Grupa jest abstrakcyjnym zbiorem obiektów o określonych własnościach. Reprezentacją macierzową grupy {\displaystyle G} nazywa się przekształcenie zachowujące strukturę grupową, czyli homomorfizm grupy w zbiór macierzy kwadratowych {\displaystyle D} takie, że
{\displaystyle D(g_{1}\circ g_{2})=D(g_{1})\cdot D(g_{2}),}
gdzie {\displaystyle \circ } oznacza działanie grupowe, a kropka mnożenie macierzy.
A więc zbiór macierzy {\displaystyle D(g_{i})} tworzy grupę.
Reprezentację grupy G nazywa się wierną i równoważną, kiedy przekształcenie elementów grupy w zbiór macierzy jest izomorfizmem, czyli przekształceniem wzajemnie jednoznacznym. Wówczas reprezentacja ma następujące własności:
{\displaystyle D(e)=1,}
{\displaystyle D(g\circ g^{-1})=D(g)\cdot D(g^{-1})=1,}
to znaczy:
- element neutralny grupy przechodzi w macierz jednostkową,
- element odwrotny do {\displaystyle g} jest reprezentowany przez macierz odwrotną do {\displaystyle D(g).}